# Ali Bujsaim
Ali Mohamed Bujsaim (tiếng Ả Rập: علي بوجسيم) (sinh 9 tháng 9 năm 1959) là một trọng tài bóng đá đã giải nghệ người Các tiểu vương quốc Ả rập thống nhất, đã từng tham gia cầm còi tại 3 World Cup (7 trận): 1994 (2 trận), 1998 (3 trận) và 2002 (2 trận).
Ngoài World Cup, ông còn từng cầm còi ở những giải cấp độ quốc tế như Cúp Confederations FIFA (2 lần), Cúp bóng đá châu Phi (4 lần), Cúp bóng đá châu Á (3 lần).